# جلان د. جونسون
جلان د. جونسون (بالإنجليزية: Glen D. Johnson)‏ هو محامي وسياسي أمريكي، ولد في 11 سبتمبر 1911 في الولايات المتحدة، وتوفي في 10 فبراير 1983 في نفس البلد. حزبياً، نشط في الحزب الديمقراطي. وقد انتخب محامي (1961 – 1967) وانتخب عضو مجلس نواب أوكلاهوما (1940 – 1942) وانتخب عضو مجلس النواب الأمريكي.